# Trận Sarmisegetusa
Trận Sarmizegetusa (cũng được đánh vần là Sarmizegethusa) là một cuộc vây hãm thành phố Sarmizegetusa, kinh đô của Dacia, nó diễn ra vào năm 106 SCN giữa quân đội của Hoàng đế La Mã Trajan, với người Dacia do vua Decebalus lãnh đạo.

## Bối cảnh
Do mối đe dọa của người Dacia đối với sự bành trướng về phía đông của đế quốc La Mã, trong năm 101, hoàng đế Trajan đã quyết định bắt đầu một chiến dịch chống lại họ. Cuộc chiến tranh đầu tiên bắt đầu vào ngày 25 tháng 3 và quân đội La Mã, bao gồm bốn quân đoàn chủ lực, các đơn vị X Gemina, XI Claudia, II Traiana Fortis và XXX Ulpia Victrix, đã đánh bại người Dacia và vì thế cuộc chiến tranh này đã kết thúc với chiến thắng dành cho người La Mã.
Mặc dù người Dacia đã phải chịu một thất bại trong cuộc chiến tranh Dacia lần thứ nhất, hoàng đế đã hoãn lại các cuộc tấn công cuối cùng nhằm vào kinh đô Sarmizegetusa của họ để tổ chức lại quân đội của ông. Trajan đã yêu cầu người Dacia phải nhượng lại nhiều đất đai và phải chịu các điều kiện hòa bình rất nặng nề: Decebalus phải từ bỏ toàn bộ quyền hạn đối với một phần vương quốc của mình, bao gồm cả Banat, Tara Haţegului, Oltenia, và Muntenia ở khu vực phía tây nam của Transilvania. Ông ta cũng đã phải giao nộp tất cả các binh lính đào ngũ của người La Mã, những người lính bị bắt làm tù binh cũng như những thiết bị chiến tranh của người Dacia. Trên đường trở về Roma, Trajan được chào đón như một vị vua chiến thắng, và để tôn vinh chiến thắng của mình,ông đã lấy tên gọi Dacicus, một tiêu đề xuất hiện trên tiền đúc của ông trong giai đoạn này.
Tuy nhiên, trong những năm 103-105, Decebalus đã không tôn trọng các điều kiện hòa bình bị Trajan áp đặt, và để trả đũa, Hoàng đế đã chuẩn bị cho việc tiêu diệt vương quốc Dacia và chinh phục hoàn toàn Sarmizegetuza. Cuộc vây hãm Sarmizegetuza đã diễn ra vào mùa hè năm 106. Người ta ước tính rằng người Dacia rất có thể có ít hơn 20.000 người có khả năng tham gia chiến đấu chống lại cuộc xâm lược.

## Tiến quân
Quân đội La Mã đã chia quân làm ba đường để tiến đánh thành Sarmizegetuza. Đạo quân đầu tiên vượt qua cây cầu được xây dựng bởi Apollodorus của Damascus, và sau đó tiến quân theo các thung lũng của sông Cerna và Timiş đến Tibiscum. Sau đó họ đổi hướng tiền về thung lũng của sông Bistra thông qua chỗ đất lún Tara Haţegului. Ở những nơi này, đã có các đơn vị đồn trú La Mã đóng quân từ cuộc chiến tranh đầu tiên. Họ đã hành quân qua Valea Cernei, Haţeg, và Valea Streiului cùng với đó họ đã phá hủy các pháo đài của người Dacia tại Costesti, Blidaru, và Piatra Rosie.
Đạo quân thứ hai được cho là đã vượt qua sông Danube tại một nơi nào đó gần Sucidava và sau đó hành quân về phía bắc qua thung lũng Jiu, rồi tập kết lại với đạo quân La Mã đầu tiên ở Tara Haţegului.
Lực lượng kết hợp của hai đạo quân sau đó bắt đầu tấn công các khu vực của dãy núi Şurianu, và họ chỉ gặp phải sự kháng cự lẻ tẻ một cách tuyệt vọng từ người Dacia.
Đạo quân thứ ba của La Mã, rất có thể do đích thân Trajan chỉ huy, đã tiến qua miền đông Muntenia, vượt qua dãy Carpathian tại một địa điểm gần với nơi ngày nay là Bran, và hành quân về phía tây qua miền nam Transilvania.
Phần còn lại của quân đội La Mã khởi hành từ Hạ Moesia và tiến quân qua Bran, Bratocea, và Oituz cùng với đó họ phá hủy các pháo đài của người Dacia giữa Cumidava (nay là Rasnov, thuộc Romania) và Angustia (nay là Breţcu, thuộc Romania). Trong trận đánh chinh phục Sarmizegetuza có sự tham gia của các các quân đoàn sau: II Adiutrix, IV Flavia Felix, và một vexillatio của VI Ferrata mà vào thời điểm này của cuộc chiến thì lại đang đóng quân ở Iudaea. Quân La Mã sau đó vây chặt thành Sarmizegetuza.
Những đơn vị La Mã khác được cho là đã tấn công các khu định cư khác của người Dacia và hướng mũi nhọn của họ xa tới tận sông Tisa ở phía bắc, và Moldavia ở phía đông. Những khu định cư của người Dacia ở phía tây, chẳng hạn như Ziridava, đã hoàn toàn bị phá hủy trong thời kỳ này. Tuy nhiên, Moldavia và Maramureş, nằm ở phía bắc Romania ngày nay, không bao giờ là một phần của tỉnh Dacia thuộc La Mã và sẽ được tự do khỏi ách thống trị của La Mã.

## Cuộc vây hãm
Ghi chép lịch sử duy nhất của cuộc vây hãm lại đến từ cột trụ của Trajan, mà vốn một nguồn gây tranh cãi. Có tranh luận về việc những người La Mã đã thực sự tiến đánh Sarmizegetuza, hoặc là người Dacia đã phá hủy kinh đô của họ trong khi chạy trốn trước các quân đoàn tiến đến. Hầu hết các nhà sử học đồng ý rằng một cuộc bao vây Sarmizegetuza thực sự đã diễn ra.
Cuộc tấn công đầu tiên đã bị những người Dacia phòng thủ đẩy lùi. Người La Mã đã tiến hành bắn phá thành phố với các vũ khí công thành của họ và, cùng lúc đó họ xây dựng một ụ đất để có thể dễ dàng đánh chiếm các pháo đài. Họ cũng xây dựng một thành lũy bao quanh thành phố.
Cuối cùng, những người La Mã đã phá hủy các đường ống nước của Sarmizegetuza và bắt buộc những người phòng thủ phải đầu hàng trước khi họ nổi lửa thiêu cháy thành phố. Sau khi kết thúc cuộc bao vây, Bicilis, một cận thần thân tín của Decebalus và cũng là người đã phản bội lại vị vua của mình, đã dẫn người La Mã đến chỗ kho báu của người Dacia, mà theo Jerome Carcopino (trang 73), bao gồm 165.000 kg vàng nguyên chất và 331.000 kg bạc ở lòng sông Sergetia (Cassius Dio 68.14).

## Kết quả
Decebalus và nhiều người trong số những người ủng hộ ông đã trốn thoát khỏi vòng vây của các quân đoàn trong cuộc vây hãm. Họ chạy trốn về phía đông, có lẽ là hướng về pháo đài Ranisstorum, vị trí của mà bây giờ đã mất, chỉ để bị kỵ binh La Mã bắt được. Biết được rằng những người La Mã sẽ đối xử tàn bạo đối với những tù binh chiến tranh của họ, Decebalus đã tự sát để tránh bị bắt làm tù nhân.
Đầu và cánh tay phải của Decebalus sau đó đã được dâng lên cho Trajan. Người La Mã đã tổ chức lại Dacia như một tỉnh La Mã và xây dựng một thủ phủ mới cách Sarmizegetuza cũ khoảng 40 km. Thủ phủ này được đặt tên là Colonia Ulpia Traiana Dacica Augusta Sarmizegetuza. Viện nguyên lão La Mã đã tôn vinh việc thành lập tỉnh mới này bằng cách ra lệnh đúc một loại sestertius dành riêng cho optimus Princeps.
Những mất mát trong cuộc chiến tranh này đối với người Dacia là rất nặng nề, nhưng quân đội La Mã cũng đã phải hứng chịu tổn thất đáng kể trong cuộc chinh phục Dacia. Cuộc khởi nghĩa đầu tiên của người Dacia chống lại sự cai trị của La Mã sẽ nổ ra trùng với thời điểm Trajan qua đời vào năm 117, cho thấy ảnh hưởng của vị hoàng đế đối với người Dacia sau chiến tranh.